# گاکو آکازاوا
گاکو آکازاوا (به ژاپنی: 赤澤岳) یک کشتی‌گیر آزادکار اهل کشور ساموآ است. وی سابقه حضور در المپیک ۲۰۲۴ پاریس را دارد.  